# Stefan Seidler
Stefan Seidler (* 18. Dezember 1979 in Flensburg) ist ein deutscher Politiker (SSW). Seit 2021 ist er Mitglied des Deutschen Bundestages.

## Leben
Stefan Seidler ist der Sohn einer aus Apenrade (Dänemark) stammenden Lehrerin, die für den Südschleswigschen Wählerverband (SSW) dem Stadtrat von Flensburg angehörte, und eines Flensburger Kaufmanns. Er besuchte eine dänische Grundschule, machte 1996 den Realschulabschluss an der Gustav-Johannsen-Skolen und schließlich 2000 das Abitur an der Duborg-Skolen. Seinen Zivildienst leistete er im Flensborghus. Er studierte an der Universität Aarhus Politikwissenschaft und war dort Mitglied der linksliberalen Radikale Venstre.
Nach dem Studium war er Programmmanager beim Interreg-Entwicklungsprogramm der Europäischen Union sowie politischer Berater für grenzüberschreitende Zusammenarbeit zwischen Dänemark und Deutschland bei der Regionalverwaltung der dänischen Region Syddanmark. Ab 2014 koordinierte er im Auftrag der schleswig-holsteinischen Landesregierung beim Landesministerium für Justiz und Europa die Zusammenarbeit mit Dänemark.

## Politik
Seidler ist seit 1996 Mitglied des Südschleswigschen Wählerverbands (SSW).
Bei der Bundestagswahl 2021 kandidierte er als Spitzenkandidat seiner Partei sowie als Direktkandidat im Wahlkreis Flensburg – Schleswig. Bei der Wahl erzielte der SSW ein Zweitstimmenergebnis von 0,12 %. Der SSW als Partei der dänischen Minderheit ist von der 5-%-Hürde ausgenommen. Für einen Sitz waren 40.000 Stimmen notwendig, der SSW erzielte ein Mandat mit über 55.000 abgegebenen Stimmen, sodass Seidler als Spitzenkandidat mit einem Listenmandat in den 20. Deutschen Bundestag einzog. Als fraktionsloser Abgeordneter wurde er im Bundestag zwischen den SPD- und Grünen-Fraktionen platziert. Er gehörte als beratendes Mitglied dem Innenausschuss an. Am 2. März 2023 sprach er in der Bundestagsdebatte zum 25. Jahrestag der Europäischen Charta der Regional- oder Minderheitensprachen abwechselnd in Standarddeutsch, dänischer, nordfriesischer und niederdeutscher Sprache.
Bei der Bundestagswahl 2025 trat er erneut als Spitzenkandidat des SSW auf Platz 1 der Landesliste und als Direktkandidat im Wahlkreis Flensburg–Schleswig an; über die Landesliste schaffte er es, in den Bundestag einzuziehen.

## Privates
Seidler ist mit Marianne Madsen verheiratet, die Parlamentskandidatin der Radikale Venstre im dänischen Wahlkreis Ostjütland war. Sie haben zwei Töchter.